# 市川久夫
市川 久夫（いちかわ ひさお、1914年11月7日 - 2002年3月25日）は、日本の劇映画・テレビドラマのプロデューサー。生涯で映画約100作品、テレビドラマ約600話の制作に携わった。

## 来歴
東京都本所区（現：墨田区）生まれ。東京外語大学卒業。逓信省の職員を経て、1939年に新興キネマ（後に大映へ戦時統合）に入社し、宣伝部を経て同社系列の記録映画会社である東京文化映画製作所にて「病院船」の制作を担当。その後、企画担当作品「風雪の春」の撮影中に応召により、ソ満国境へ赴くが、1945年11月の帰国と共に大映に復帰、企画部長として、「赤線地帯」、「静かなる決闘」等の企画･製作にあたり、大映の黄金期を担う。また、脚本家養成所を大映東京撮影所内に設営し、人材育成にも努めた。1957年、大映の専務であった曽我正史らと共に大映から独立し、日映の設立に関わり、「怒りの孤島」など2作品を制作。1958年に千葉泰樹監督や、脚本家の猪俣勝人の推薦により東宝移り、「非情都市」をはじめ、宝塚映画などの作品を企画･製作すると共に、三船プロダクションの設立への協力を行う。後に同社テレビ部に移動し、刑事物、時代劇などの制作を行う。同社退職後、フリーでのプロデュースを行い、「鬼平犯科帳」、「剣客商売」、「編笠十兵衛」を世に送り出した。2000年代初頭まで映像制作に参画した。
全国信用金庫協会の発行によるフリーマガジン「楽しいわが家」に回顧録を連載し、一部に筆を加えて「人間走馬燈」を刊行。また、大映東京撮影所が所在した東京都調布市に1948年より居住した縁で、映画･テレビの製作の傍ら “映画のまち調布”の映画史の編纂も行った。1992年、エランドール賞を受賞。
2002年3月25日午後0時47分、心不全のため調布市の自宅で死去、87歳没。

## 主なフィルモグラフィー

### 映画
- 南進女性(1940年/監督：落合吉人：脚本：新藤兼人) ※企画・制作を担当
- 病院船(1940年/構成：今村貞雄/撮影：青島順一郎、岡崎宏三/新興キネマ・東京文化映画製作所) ※制作担当

#### 企画作品
- 八乙女の歌(1942年/監督：小石栄一、古野栄作/新興キネマ) ※初企画担当作品
- 豪傑系図(1942年/監督：岡田敬/大映)
- 風雪の春 (1943年/監督：落合吉人/大映)
- 鉄拳の街 (1947年/監督：佐伯幸三/大映)
- いつの日か花咲かん (1947年/監督：牛原虚彦/大映)
- 花咲く家族( 1947年/監督：千葉泰樹/大映) ※1947年度キネマ旬報ベストテン9位
- 轟先生 (1947年/監督：島耕二/大映)
- 運命の暦 (1948年/監督：島耕二/大映)
- 美しき豹 (1948年/監督：千葉泰樹/大映)
- 静かなる決闘 (1949年/監督：黒澤明/大映) ※1949年度キネマ旬報ベストテン7位
- あにいもうと (1953年/監督：成瀬巳喜男/大映) ※1953年度キネマ旬報ベストテン第5位
- 赤線地帯 (1956年/監督：溝口健二/大映)
- 怒りの孤島 (1958年/監督：久松静児/日映)
- 悪徳 (1958年/監督･主演：佐分利信/日映)
- 鬼平犯科帳 劇場版 (1995年/監督：小野田嘉幹/松竹、フジテレビジョン)

#### 製作作品
- 大学の人気者 (1958年/監督：松林宗恵/東宝)
- 風流温泉日記 (1958年/監督：松林宗恵/東宝･宝塚映画)
- こだまは呼んでいる (1959年/監督：本多猪四郎/東宝)
- 大学の28人衆 (1959年/監督：青柳信雄/東宝)
- 非情都市 (1960年/監督：鈴木英夫/東宝)
- がんばれ! 盤嶽 (1960年/監督：松林宗恵/東宝･宝塚映画)
- 六本木の夜 愛して愛して (1963年/監督：岩内克己/東宝)
- 僕はボデイガード (1964年/監督：久松静児/東宝･宝塚映画)
- 女体 (1964年/監督：恩地日出夫/東宝)

### テレビ

#### プロデュース
- 東京バイパス指令 (1968年〜1970年/東宝、国際放映、AX)
- 鬼平犯科帳 (1969年〜1970年/東宝、NET) ※主演：八代目松本幸四郎
- 新鬼平犯科帳 (1971年〜1972年/東宝、NET) ※主演：八代目松本幸四郎
- 剣客商売 (1973年/俳優座、東宝、CX) ※主演：加藤剛、山形勲
- 鬼平犯科帳 (1975年/東宝、NET) ※主演：丹波哲郎
- 江戸の旋風 (1975年〜1976年/東宝、CX/ ※制作協力：円谷プロダクション)
- 江戸の旋風II (1976年〜1978年/東宝、CX/ ※制作協力：円谷プロダクション)
- 江戸の旋風Ⅲ (1978年〜1979年/東宝、CX/ ※制作協力：円谷プロダクション)
- 江戸の渦潮 (1978年/東宝、CX/ ※制作協力：円谷プロダクション)
- 鬼平犯科帳 (1980年〜1982年/東宝、中村プロダクション、ANB) ※主演：萬屋錦之介

#### 企画
- 旗本退屈男 (1970年〜1971年/東宝、CX)
- 剣客商売　辻斬り  (1982年/東宝、映像京都、CX/ ※制作協力：俳優座映画放送) ※主演：加藤剛、中村又五郎
- 鬼平犯科帳 (第1期) (1989年-1990年/松竹、CX ※製作協力：京都映画)　※主演：二代目中村吉右衛門
- 鬼平犯科帳(第2期) (1990年-1991年/松竹、CX ※製作協力：京都映画)
- 鬼平犯科帳(第3期) (1991年-1992年/松竹、CX ※製作協力：京都映画)
- 鬼平犯科帳(第4期) (1992年-1993年/松竹、CX ※製作協力：京都映画 )
- 鬼平犯科帳(第5期) (1994年/松竹、CX ※製作協力：京都映画)
- 鬼平犯科帳(第6期) (1995年/松竹、CX ※製作協力：松竹京都映画)
- 鬼平犯科帳(第7期) (1997年/松竹、CX ※製作協力：松竹京都映画)
- 鬼平犯科帳(第8期) (1998年/松竹、CX ※製作協力：松竹京都映画)
- 鬼平犯科帳(第9期) (2001年/松竹、CX ※製作協力：松竹京都映画)
- 剣客商売(第1期) (1998年/松竹、CX/ ※制作協力：松竹京都撮影所) ※主演：藤田まこと、渡部篤郎
- 剣客商売(第2期) (1999〜2000年/松竹、CX/ ※制作協力：松竹京都撮影所)
- 剣客商売(第3期) (2001年/松竹、CX/ ※制作協力：松竹京都撮影所) ※主演：藤田まこと
- 剣客商売(第4期) (2003年/松竹、CX/ ※制作協力：松竹京都撮影所) ※主演：藤田まこと、山口馬木也

#### 監修
- 仕掛人・藤枝梅安  (1991年/国際放映、CX)
- 時代劇スペシャル 仕掛人・藤枝梅安 対決 (1993年/国際放映、CX)
- 雲霧仁左衛門 (1995年〜1996年/松竹、CX)
- 編笠十兵衛 (1997年/松竹、TX/※制作協力：松竹京都映画)

#### 協力
- 江戸の激斗 (1979年/東宝、CX/ ※制作協力：円谷プロダクション)
- 新・江戸の旋風 (1980年/東宝、CX/ ※制作協力：円谷プロダクション)
- 江戸の朝焼け (1980年〜1981年/東宝、CX/ ※制作協力：円谷プロダクション)

## 著･監修書
- 「映画評論」 1949年9月号　- 企画の展望と省察 〜大映多摩川の場合〜 -  (著：市川久夫)
- 「キネマ旬報」1985年10月下旬号

- 我等の生涯の最良の映画(35) 風俗描写と働く女性の実態「赤線地帯」 - (著：市川久夫)
- 「調布・映画小史」(合冊綴) （著：市川久夫/刊：調布史談会/1990年）

　※調布市立中央図書館 映画資料室 蔵書
- 「『鬼平』を極める」（監修：市川久夫/編：フジテレビ/刊：フジテレビ出版、扶桑社/1998年）

　※同書、108〜109,113pに市川へのインタビュー記事あり。
- 「人間走馬燈」(私家版)（著：市川久夫/刊：市川道子/2002年）

## 関連人物
| - 安倍徹郎 - 脚本家。 - 池波正太郎 - 小説家。 - 井手雅人 - 脚本家。 - 井上昭 - 映画監督、テレビドラマ演出家。 - 猪俣勝人 - 脚本家。 - 小沢不二夫 - 脚本家、劇作家、小説家、作詞家。 - 小野田嘉幹 - 映画監督、テレビドラマ演出家。 - 川口松太郎 - 小説家、劇作家、大映 元専務。 - 羽佐間重彰 - 曽我、市川らと共に大映から日映へ、後にサンケイグループへ転身。 - 下飯坂菊馬 - 脚本家。 | - 曽我正史 - 脚本家、映画監督、大映 元専務。 - 田坂啓 - 脚本家。 - 高瀬昌弘 - 映画監督、テレビドラマ演出家。 - 菊池寛 - 小説家、劇作家、大映 初代社長。 - 永田雅一 - 大映 創立者。 - 野上龍雄 - 脚本家。 - 能村庸一 - テレビプロデューサー。 - 長谷川伸 - 小説家、劇作家。 - 藤本真澄 - 映画プロデューサー、東宝映画 初代社長。 |